# Ghoti Budruk
Ghoti Budruk là một thị trấn thống kê (census town) của quận Nashik thuộc bang Maharashtra, Ấn Độ.

## Nhân khẩu
Theo điều tra dân số năm 2001 của Ấn Độ, Ghoti Budruk có dân số 20.204 người. Phái nam chiếm 52% tổng số dân và phái nữ chiếm 48%. Ghoti Budruk có tỷ lệ 70% biết đọc biết viết, cao hơn tỷ lệ trung bình toàn quốc là 59,5%: tỷ lệ cho phái nam là 77%, và tỷ lệ cho phái nữ là 62%. Tại Ghoti Budruk, 16% dân số nhỏ hơn 6 tuổi.